# Hard to say
「hard to say」（ハード・トゥ・セイ）は、Crystal Kayの通算8枚目のシングル。2002年8月7日発売。

## 概要
- プロデューサーに☆Taku Takahashiを迎えた。
- SPHERE of INFLUENCEとSORA3000（Jesse from RIZE）が作詞とラップで参加。
- ロングヒットとなり、「TEENAGE UNIVERSE」以来、累計売上1万枚を突破した。
- 2009年にデビュー10周年の企画「Let's Vote -みんなが選んだCrystal Kayの大好きな曲-」で5位を獲得。

## 収録曲
1. hard to say
  - 作詞：☆タカハシタク, H.U.B., Crystal Kay, SPHERE of INFLUENCE, SORA3000 / 作曲：☆タカハシタク
  - テレビ東京系『JAPAN COUNTDOWN』オープニングテーマ
2. think of U（KZ Future Disco Mix）
3. hard to say（inst.）